# تيم باتلر (موسيقي)
تيم باتلر (بالإنجليزية: Tim Butler)‏ هو عازف قيثارة وكاتب أغاني وموسيقي بريطاني، ولد في 7 ديسمبر 1958 في تدينغتون في المملكة المتحدة.

## وصلات خارجية
- تيم باتلر على موقع IMDb (الإنجليزية)
- تيم باتلر على موقع ميوزك برينز (الإنجليزية)
- تيم باتلر على موقع أول ميوزيك (الإنجليزية)
- تيم باتلر على موقع ديسكوغز (الإنجليزية)